# Perruche hétéroclite
Geoffroyus heteroclitus
Espèce
Statut de conservation UICN

 LC  : Préoccupation mineure
Statut CITES
La Perruche hétéroclite (Geoffroyus heteroclitus) est une espèce d'oiseau appartenant à la famille des Psittaculidae.

## Description
Cet oiseau mesure environ 25 cm de long.
Le mâle a la tête ocre, un collier complet gris, la mandibule noire et la maxille jaunâtre.
La femelle a la tête grise teintée de vert et le bec entièrement noir.

## Sous-espèces
La Perruche hétéroclite est représentée par deux sous-espèces :
- heteroclitus ;
- hyacinthinus au collier gris beaucoup plus large.

## Répartition
Cet oiseau vit sur les Îles Salomon, sur les iles Guadalcanal et San Cristobal Island dans la province de Makira-Ulawa ainsi que sur les Îles Bismarck sur les iles de Nouvelle-Bretagne et Nouvelle-Irlande.